# Vällinge
Vällinge é uma propriedade rural com uma mansão senhorial, situada no Município de Salem, junto ao lago Mälaren. Desde 1943, está aí instalada a Escola de Combate da Guarda Nacional Sueca (Hemvärnets stridsskola) e o seu campo de tiro (Vällinge skjutfält). O Museu da Guarda Nacional (Hemvärnsmuseet) foi aberto em 1971.